# Rouloul ocellé
Caloperdix oculeus
Genre
Espèce
Statut de conservation UICN

 NT  : Quasi menacé
Le Rouloul ocellé (Caloperdix oculeus) est une espèce d'oiseaux de la famille des Phasianidae.

## Distribution
Sud-est du Myanmar, sud-ouest de la Thaïlande, Péninsule malaise, Sumatra, nord de Sarawak et est de Sabah.

## Sous-espèces
- C. o. oculeus (Temminck , 1815), forme nominative, se rencontre dans le sud du Myanmar, en Thaïlande et en Péninsule malaise.
- C. o. ocellata (Raffles, 1822), est la forme de Sumatra. Il diffère de la forme nominative par la couleur chamois des liserés des plumes noires des flancs et du dos au lieu du blanc.
- C. o. borneensis  Ogilvie-Grant, 1892 se rencontre à Bornéo. Il se caractérise par un plus grand nombre de points en arrière des flancs et des liserés blancs et chamois sur les plumes noires des flancs et du dos.

## Habitat
Le rouloul ocellé habite les forêts humides sempervirentes ou mixtes, y compris dans les zones marécageuses, entre 1000 et 1200m. Il fréquente aussi les forêts secondaires comprenant suffisamment de bambous et même des broussailles arbustives à Sumatra (Hennache & Ottaviani 2011).

## Mœurs
Les habitudes du rouloul ocellé sont mal connues. On le rencontre seul ou par paire. Sa nourriture consisterait en baies, graines, pousses herbacées, insectes qu’il picore à la surface du sol ou sur la végétation basse. Il ne paraît pas gratter et fouiller le sol comme le font les torquéoles (Hennache & Ottaviani 2011).

## Voix
Le cri du mâle consiste en une série de notes hautes répétées de plus en plus rapidement et de plus en plus fort pi-pi-pi-pipipipi répétée huit ou neuf fois avant de s’arrêter brutalement par deux à quatre cris trisyllabiques (Madge & McGowan 2002).

## Nidification
A Bornéo, le nid est dômé avec une ouverture située à deux ou trois centimètres du sol. La ponte aurait lieu en décembre-janvier. Un autre nid a été trouvé à la fin du mois de mai, en Malaisie, sous un buisson ; il ressemblait à un nid de torquéole.

## Statut, conservation
Le rouloul ocellé est classé comme « presque menacé » en raison du déclin de sa population consécutif à la destruction de la forêt au cours des dernières décennies ; le Kalimatan a perdu presque 25 % de sa forêt primaire entre 1985 et 1997 et Sumatra a perdu presque 30 % de sa forêt originelle depuis 1985. La déforestation est due à la surexploitation forestière, même dans les zones protégées, ainsi qu’aux incendies de forêts, ceux de 1997-1998 notamment. Le piégeage pour l’oisellerie représente aussi une menace non négligeable. Cette espèce semble cependant pouvoir s’adapter aux formations secondaires et à des habitats de plus haute altitude, ce qui réduit la pression immédiate sur cette perdrix (Hennache & Ottaviani 2011).